# Barbara La Marr
Barbara La Marr (Altadena, California, 28 de julio de 1896-30 de enero de 1926) fue una actriz de teatro y cine, artista de cabaré y guionista estadounidense.

## Primeros años
Nacida como Reatha Dale Watson, era hija de William Wallace y Rosana "Rose" Watson en Yakima (Washington). Su padre era editor de periódicos y su madre tenía dos hijos de un matrimonio previo: Henry, nacido en 1878; y Violet, nacida en febrero de 1881. La pareja se casó en algún momento de 1884 y tuvieron un hijo llamado William Watson, Jr., nacido en junio de 1886 en Washington. En los años 20 él se convirtió en comediante de vodevil bajo el nombre artístico de "Billy Devore".
La familia vivió en diferentes lugares durante la infancia de La Marr. Hacia 1900 ella fue a vivir con sus padres a Portland, Oregón, con su hermano William, su media hermana Violet Ross, y el esposo de ella, Arvel Ross. Siendo niña, La Marr participó en algunas producciones teatrales en Tacoma, Washington.
Hacia 1910 La Marr vivía en Fresno, California, con sus padres. En algún momento, después de 1911, la familia se mudó a Los Ángeles y luego se estableció en el 220 de San José Street en Burbank(California). En enero de 1913, la media hermana de La Marr, ahora con el nombre de Violet Ake, llevó consigo a la chica de 16 años a un viaje en automóvil de tres días con un hombre llamado C.C. Boxley. Viajaron hasta Santa Bárbara, pero tras varios días La Marr pensó que no le dejarían volver a casa. Ake y Boxley finalmente le permitieron regresar a Los Ángeles tras darse cuenta de que tenían órdenes de captura por secuestro. Este episodio se publicó en varios periódicos y La Marr incluso testificó en contra de su hermana, pero finalmente el caso se sobreseyó.
El nombre de La Marr apareció frecuentemente en los titulares de los periódicos durante los siguientes años. En noviembre de 1913, regresó a Arizona y anunció que estaba recién casada-enviudada de un ranchero llamado Jack Lytell. Supuestamente, se casaron en México. La leyenda dice que Lytell se enamoró de La Marr cuando la vio conduciendo un automóvil mientras él estaba montando a caballo; él corrió hacia su vehículo, la subió a su caballo y se fueron juntos. Se casaron al día siguiente; ella dijo que odiaba el nombre de Reatha y escogió que la llamasen por su apodo de la infancia, “Beth”.

## Carrera

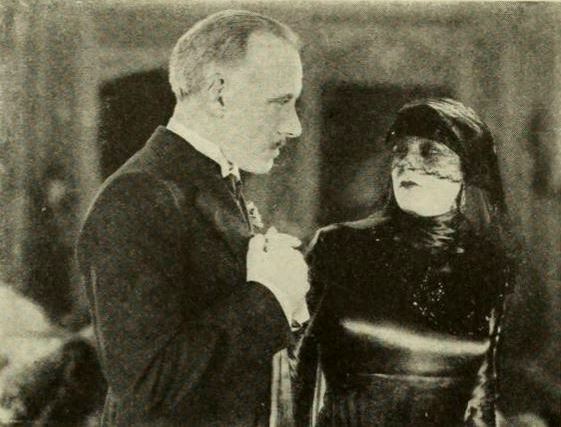
La Marr con Lewis Stone en Trifling Women (1922)

Luego de casarse y mudarse con su esposo a Nueva York, encontró empleo como escritora (guionista) y su asociación con cineastas la llevaron a regresar a Los Ángeles y hacer su debut cinematográfico en 1920. En los siguientes años participaría frecuentemente en películas y sería ampliamente publicitada como “La más bella mujer del mundo”, con lo que llegó rápidamente al estrellato.
Hizo el salto de escritora a actriz en la película de Douglas Fairbanks The Nut de 1921. La Marr apareció en más de 30 filmes, escribió siete guiones para United Artists y Fox Film Corporation y bailó en varias comedias musicales de Broadway. También se ha dicho que filmó cortos de baile en Nueva York, Chicago y Los Ángeles, con parejas tan diversas como Rudolph Valentino y Clifton Webb.
Entre las películas de La Marr están The Prisoner of Zenda y Trifling Women, ambas de 1922 y realizadas y dirigidas por Rex Ingram.

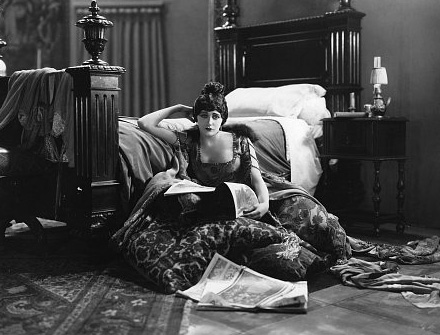
La Marr en The Prisoner of Zenda (1922)

## Vida privada
La Marr se casó cinco veces, tras haber contraído su primer matrimonio con solo diecisiete años. En el momento de su muerte estaba casada con Jack Dougherty, también actor. Algunos años después de su fallecimiento se supo que había dado a luz un hijo ilegítimo de un hombre cuya identidad nunca se reveló. El hijo se llamaba Marvin Carville La Marr y fue adoptado por la actriz ZaSu Pitts y su esposo, el ejecutivo fílmico Tom Gallery. El niño entonces pasó a llamarse Don Gallery y creció hasta convertirse en actor y durante un tiempo fue novio de Elizabeth Taylor; vive en Puerto Vallarta (México).
La empezaron a llamar “la demasiado bella”, después de que la columnista Adela Rogers St. Johns escribiese en un periódico de William Randolph Hearst que vio a un juez enviarla a casa durante una redada policial de Los Ángeles porque "era demasiado bella y joven para andar sola".
Según dijo en alguna ocasión, los señores Watson de Yakima (Washington) la habían adoptado. Dependiendo de su estado de ánimo, La Marr decía pertenecer a diferentes familias exóticas. Sin embargo, algunos historiadores del cine creen que solo era un cuento para darse glamur a sí misma y que en realidad era hija biológica de los Watson.
Su tercer esposo, Phil Ainsworth, dijo en su demanda de divorcio que Robert Hobday (nombre artístico Robert Carville), antigua pareja de baile de La Marr, era su amante. La hermana de Hobday, Virginia, que fue agente y amiga de La Marr, luego se casó con Jules Roth, gerente del Hollywood Memorial Cemetery y examante de La Marr.

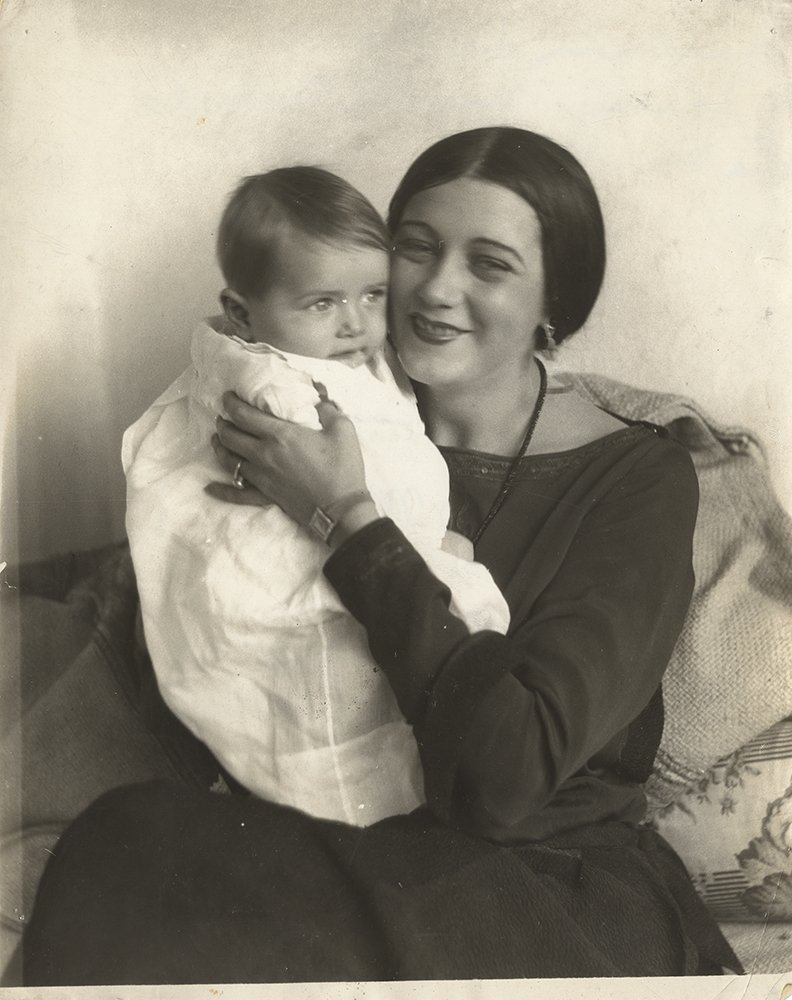
La Marr con su hijo Marvin, c. 1922.

## Últimos años y muerte

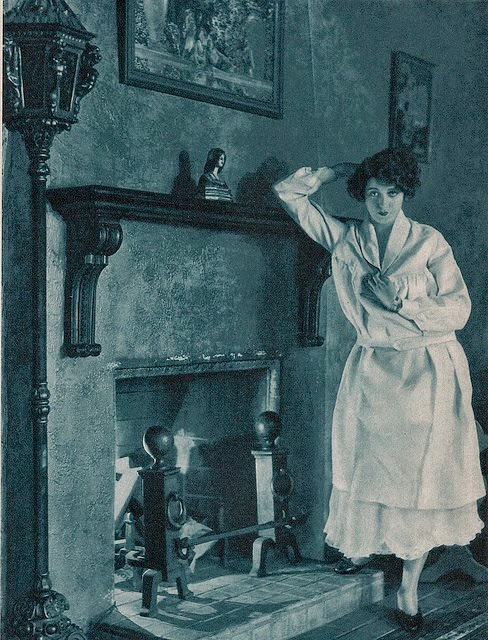
La Marr en su hogar de Hollywood Hills, 1924

Aunque su carrera cinematográfica floreció, también abrazó la vida nocturna de Hollywood, enfatizando en una entrevista que no dormía más de dos horas por noche.
Tuvo una época en la que se volvió adicta a la heroína. Murió repentinamente de tuberculosis y nefritis en Altadena (California). Fue enterrada en Hollywood Forever Cemetery.
La Marr tiene su estrella en el Paseo de la fama de Hollywood en el 1621 de Vine Street.

## Filmografía
| Año  | Film                       | Rol                          | Notas                                                          |
| ---- | -------------------------- | ---------------------------- | -------------------------------------------------------------- |
| 1920 | Harriet and the Piper      | Tam O'Shanter Girl           | Acreditada como Barbara Deely Título alterno: Paying the Piper |
| 1920 | Flame of Youth             |                              | Historia                                                       |
| 1920 | The Mother of His Children | -                            | Historia Acreditada como Barbara La Marr Deely                 |
| 1920 | Rose of Nome               | -                            | Historia Acreditada como Barbara La Marr Deely                 |
| 1920 | The Little Grey Mouse      | -                            | Story                                                          |
| 1920 | The Land of Jazz           | -                            | Historia Acreditada como Barbara La Marr Deely                 |
| 1921 | The Nut                    | Claudine Dupree              |                                                                |
| 1921 | Desperate Trails           | Lady Lou                     |                                                                |
| 1921 | The Three Musketeers       | Milady de Winter             |                                                                |
| 1921 | Cinderella of the Hills    | Kate Gradley                 | Acreditada como Barbara La Marr Deely                          |
| 1922 | Arabian Love               | Themar                       |                                                                |
| 1922 | Domestic Relations         | Mrs. Martin                  |                                                                |
| 1922 | The Prisoner of Zenda      | Antoinette de Mauban         |                                                                |
| 1922 | Trifling Women             | Jacqueline de Séverac/Zareda |                                                                |
| 1922 | Quincy Adams Sawyer        | Lindy Putnam                 |                                                                |
| 1923 | The Hero                   | Hester Lane                  |                                                                |
| 1923 | The Brass Bottle           | The Queen                    |                                                                |
| 1923 | Poor Men's Wives           | Laura Bedford/Laura Maberne  |                                                                |
| 1923 | Souls for Sale             | Leva Lemaire                 |                                                                |
| 1923 | Strangers of the Night     | Anna Valeska                 | Título alterno: Ambrose Applejohn's Adventure                  |
| 1923 | St. Elmo                   | Agnes Hunt                   |                                                                |
| 1923 | The Eternal Struggle       | Camille Lenoir               | Título alterno: Masters of Women                               |
| 1923 | The Eternal City           | Donna Roma                   |                                                                |
| 1924 | Thy Name Is Woman          | Guerita                      |                                                                |
| 1924 | The Shooting of Dan McGrew | Lady Known as Lou            |                                                                |
| 1924 | The White Moth             | Mona Reid/The White Moth     | Escritora, no acreditada                                       |
| 1924 | Hello, 'Frisco             |                              |                                                                |
| 1924 | Sandra                     | Sandra Waring                |                                                                |
| 1924 | My Husband's Wives         | -                            | Historia                                                       |
| 1925 | The Heart of a Siren       | Isabella Echevaria           | Título alterno: The Heart of a Temptress                       |
| 1925 | The White Monkey           | Fleur Forsyte                |                                                                |
| 1926 | The Girl from Montmartre   | Emilia Faneaux               |                                                                |

## En la cultura popular
- En los años 30, Louis B. Mayer llamó a la actriz Hedy Lamarr por Barbara La Marr, que había sido una de sus actrices favoritas.